# Filogenetsko stablo
Filogenetsko stablo pokazuje evolucijske odnose između raznih vrsta ili drugih dijelova za koje se pretpostavlja da imaju zajedničke pretke. Time je filogenetsko stablo ustvari oblik kladograma. Svako grananje od predaka označava na stablu najbližeg zajedničkog pretka. Dužine grana označavaju procijenjeno vrijeme kroz koje su se grupe životinja odvojeno razvijale, ili broj mutacija koje su se u tom vremenu dogodile. Svako čvorište na filogenetskom stablu smatra se taksonomskom zajednicom, pri čemu se unutrašnja čvoričta smatraju hipotetičkom taksonomskom zajednicom, ako se odgovarajuće vrste ne mogu promatrati.